# Mickaël Madar
Mickaël Madar (París, 8 de maig de 1968) és un futbolista professional francès, ja retirat, que jugava com a davanter.

## Trajectòria esportiva
Va començar la seua carrera professional amb el Sochaux. Després, va passar una temporada amb l'Stade Laval abans de retornar a Sochaux. En 1992 va fitxar amb l'AS Cannes i dos anys després amb l'AS Monaco.
El 1996 fitxa pel Deportivo de La Corunya, de la lliga espanyola, però sofreix una lesió que fa que només jugue 17 partits. A l'any següent és traspassat a l'Everton FC anglès. A les Illes Britàniques només va disputar 19 partits en tres anys, marcant sis gols.
Regressa al seu país per militar al Paris Saint Germain i l'US Créteil abans de retirar-se el 2002.
Amb la selecció francesa de futbol, Madar ji va jugar tres partits i va marcar un gol. Va formar part del combinat del seu país que va acudir a l'Eurocopa d'Anglaterra 1996.